# Psilocera heydoni
Psilocera heydoni är en stekelart som beskrevs av Sureshan 2001. Psilocera heydoni ingår i släktet Psilocera och familjen puppglanssteklar. Inga underarter finns listade i Catalogue of Life.